# Imprägnation (Geologie)
Als Imprägnation (nach lat. impraegnare: „schwängern“, hier im übertragenen Sinn: durchtränken) bezeichnet man in der Geologie und Lagerstättenkunde die „diffuse Verteilung von infiltrierten Stoffen im Gestein, wobei Gefügehohlräume verschiedenster Art und Größe gefüllt werden,“ von feinsten Rissen und Klüften bis zu offenen Spalten, aber auch an den Kontaktflächen von Kristallen oder von Gesteinsbruchstücken und im Porenraum zwischen Sedimentkörnern. Der Begriff findet sich schon 1866 bei Bernhard von Cotta.
In der Regel handelt es sich bei den eingedrungenen Stoffen um mineralhaltige Lösungen, aus denen sich kleine Erzteilchen ohne scharfe Begrenzung oder Kristallform innerhalb des festen Muttergesteins ausscheiden. Oft bildet sich ein feines „Adernetzwerk“, zum Beispiel bei magmatischen Imprägnations- und Stockwerklagerstätten, wie den porphyrischen Kupferlagerstätten. Aber auch Erdöllagerstätten werden als Imprägnationen betrachtet.